# Santa Claus Conquers the Martians
Santa Claus Conquers the Martians (ook bekend als Santa Claus Defeats the Aliens) is een Amerikaanse sciencefictionfilm uit 1964. De film is geregisseerd door Nicholas Webster. John Call speelt de rol van de Kerstman.
De film wordt meermalen genoemd als een van de slechtste films die ooit is gemaakt. Hij komt regelmatig terug in de "bottom 100"-lijst van de Internet Movie Database. Ook is hij gebruikt in de cultserie Mystery Science Theater 3000.
Tegenwoordig behoort de film tot het publieke domein.

## Rolverdeling
| Acteur          | Personage           |
| --------------- | ------------------- |
| John Call       | Santa Claus         |
| Leonard Hicks   | Kimar               |
| Vincent Beck    | Voldar              |
| Bill McCutcheon | Dropo               |
| Victor Stiles   | Billy Foster        |
| Donna Conforti  | Betty Foster        |
| Chris Month     | Bomar               |
| Pia Zadora      | Girmar              |
| Leila Martin    | Momar               |
| Charles Renn    | Hargo               |
| James Cahill    | Rigna               |
| Ned Wertimer    | Andy Anderson       |
| Doris Rich      | Mrs. Claus          |
| Carl Don        | Chochem / Von Green |
| Ivor Bodin      | Winky               |
| Al Nesor        | Stobo               |
| Don Blair       | aankondiger         |

## Verwijzingen
- (en)   Santa Claus Conquers the Martians in de Internet Movie Database
- Santa Claus Conquers the Martians op Internet Archive (stream en download)
- Satirische kijk op de film[dode link]